# Luigi Berlingeri
Luigi Berlingeri (Crotone, 10 luglio 1816 – Crotone, 8 febbraio 1900) è stato un politico italiano, già sindaco di Crotone dal 1881 al 1887.

## Biografia
Nativo di Crotone, appartenne alla nobile famiglia latifondista crotonese dei Berlingieri; convolò a nozze con la nobildonna Laura Barberio Toscano di San Giovanni in Fiore, figlia di Andrea Barberio Toscano, barone di Verzino, Savelli e Zinga, e di Maria Costa dei marchesi di Arielli.
Divenuto sindaco nel 1881, si distinse maggiormente per aver contribuito ad attuare, seguendo le linee-guida precedentemente attuate dal suo predecessore, il sindaco e deputato Raffaele Lucente, il processo di urbanizzazione della città di Crotone con il conseguente e progressivo abbattimento delle mura cittadine che circondavano all'epoca la città.
Morì a Crotone l'8 febbraio 1900.